# Uddeholms AB
Uddeholms AB, mellan 1991 och 2010 Uddeholm Tooling AB, är en internationell tillverkare av höglegerade verktygsstål med produktion i Hagfors, Sverige. Företaget ingår sedan 1991 i den österrikiska koncernen Böhler-Uddeholm, som i sin tur sedan 2007 ingår i Voestalpine-koncernen. Uddeholms AB, med sina nästan 900 anställda, är den största privata arbetsgivaren i Hagfors kommun samt Värmlands län. Globalt har Uddeholmskoncernen cirka 5000 anställda.

## Historia

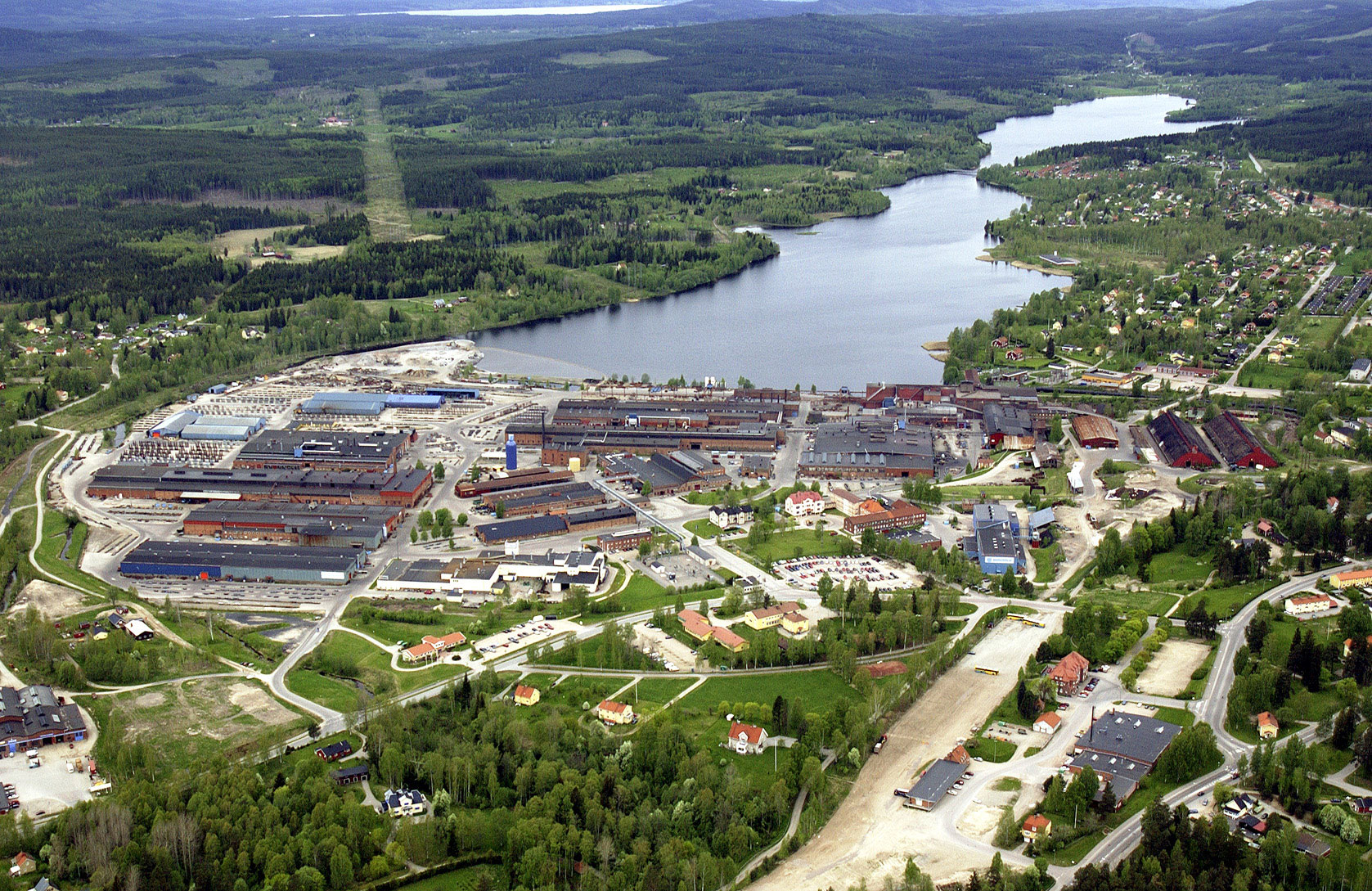
Hagfors Järnverk, Hagfors.

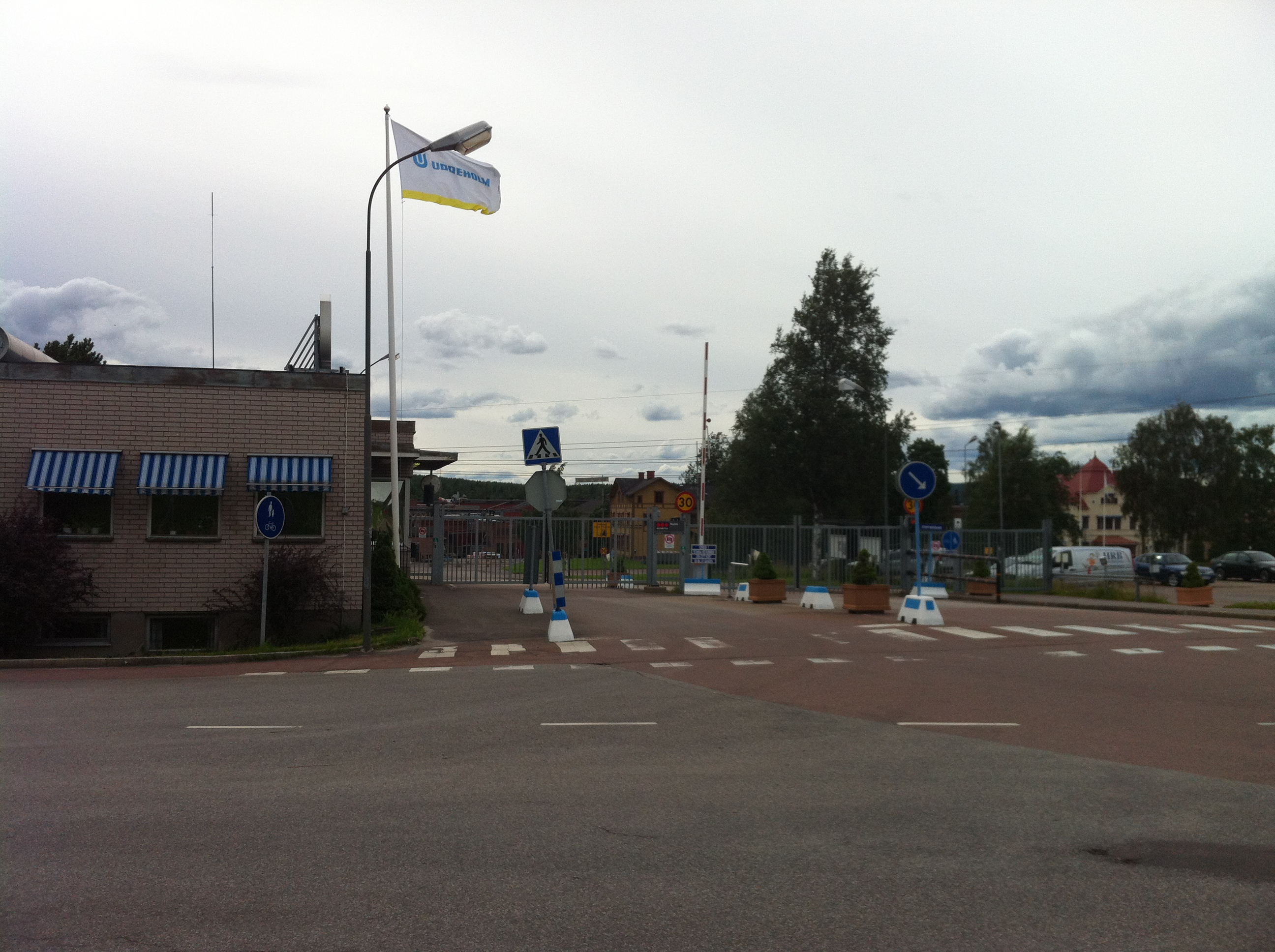
Huvudéntren till Uddeholms AB.

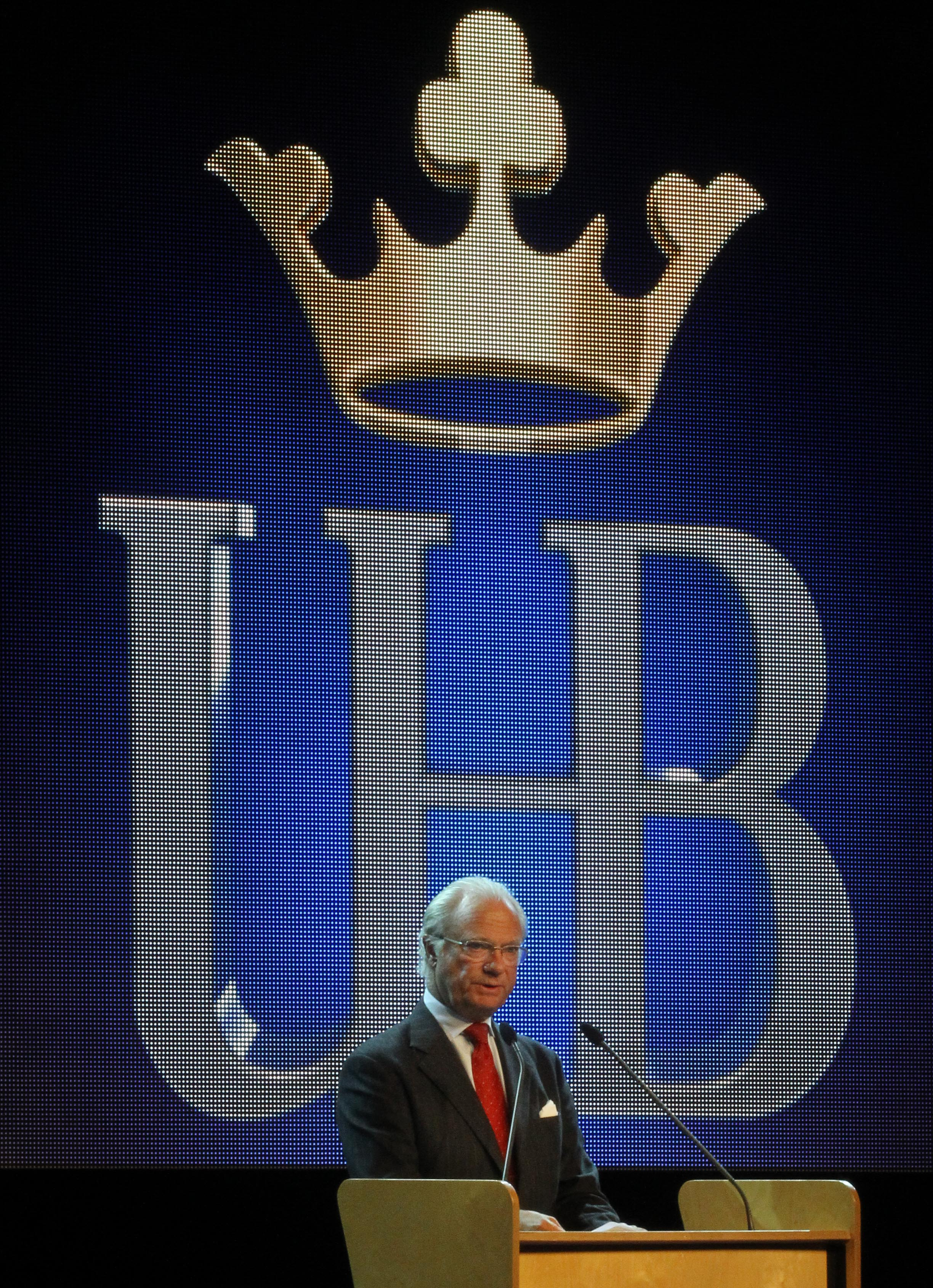
Kung Carl XVI Gustaf inviger Uddeholms AB:s nya smidespress, Hagfors 8 september 2010.

### 1668–1870
- 1640 Johan Börjesson startade järnhanteringen i bygden genom att anlägga Sunnemo bruk, det första järnbruket i nuvarande Hagfors kommun.
- 1668 Johan Karlström, son till Karlstads borgmästare och brorson till Börjesson, började bygga Stjärns stångjärnshammare, sedermera Stjärnsfors Bruk, och bosatte sig samtidigt på frälsegodset som var beläget vid Uvåns utlopp i Rådasjön och som därefter gavs namnet Uddeholm, på den tiden ett av Värmlands allra största jordbruk.
- 1715 Bengt Gustaf Geijer kom ridande från Bosjön och såg genast potentialen i den gård och det bolag som sedan något år tillbaks, efter Karlströms död 1691, mer eller mindre till följd av svåra tider legat för fäfot. Geijer arrenderade Uddeholms gård till en början.
- 1720 köpte han tillsammans med sin hustru Lovisa Sofia Tranea såväl herrgården som skogarna, vattenfallen och hamrarna. Samma år grundade han också företagsnamnet Uddeholms Bolag. Under de följande 20 åren byggde man tillsammans upp Uddeholm till att bli en av de större järntillverkarna i Sverige. Flera masugnar och hamrar såg dagens ljus: Stjärnsfors, Geijersholm, Gustavsfors, Uvanå, Uddeholmshyttan och Traneberg m fl.
- 1733 Bengt Gustaf och Lovisa Tranea lät riva den första herrgården för att istället ersätta den med en nyare, större och modernare.
- 1746 dog Bengt Gustaf Geijer, men hade innan sin död sett till att skriva ett testamente som garanterade att bolaget skulle hålla ihop inom familjen även efter hans död och inte splittras upp på allt för många arvingar.
- 1750 dog även hans hustru Lovisa Sofia Tranea som under fyra år helt ensam efter Bengt Gustafs död, som en av Sveriges allra första kvinnliga företagsledare, lett Uddeholms utveckling samtidigt som hon också fostrat de tio barn, varav 9 överlevde, som hon och maken fått.
- 1750 äldste sonen Jan Gustaf fick förtroendet att sätta sig på disponentstolen. Men Jan Gustaf var egentligen inte intresserad utan tröttnade efter tre år, flyttade söderut mot Ransäter och det som därefter kom att bli Geijergården. Jan Gustaf blev därmed också anfader till Ransätersgrenen av Geijersläkten, där bland andra hans barnbarn, författaren, poeten, filosofen, historikern och tonsättaren Erik Gustav Geijer återfinns. Han var en av de största estetikerna och idégivarna under den svenska romantiken och betraktas som en av den svenska nationalismens fäder. Erik Gustav Geijer var professor i historia vid Uppsala universitet från 1817 och blev 1824 ledamot av Svenska Akademien. Han var vidare rektor för Uppsala universitet under åren 1822, 1830, 1836 och 1843–1844.
- 1753 efterträdde Emanuel Geijer, en av de yngre bröderna, sin flyktade äldre broder, senare adlad till af Geijerstam av kung Gustav III. På det här sättet drevs Uddeholms bolag vidare av barn och barnbarn inom släkten Geijer ända fram till 1829.
- 1785 fraktades den gamla 1600-talskyrkan i Råda över sjön och byggdes upp som nytt spannmålsmagasin till herrgården. Sedan 1960 är den åter i kyrkligt bruk i form av Uddeholms kapell.
- 1814 påbörjades bygget av Uddeholms nuvarande, den tredje, herrgården. Helt klar blev den inte förrän 1825.
- 1829 anställdes Jonas Waern på Uddeholms Bolag. Han var den förste på mer än 100 år som inte var en Geijer och som med tanke på det existerande testamentet naturligtvis utgjorde ett problem, vilket man snabbt löste genom att Waern gifte sig med en av Geijerflickorna. Waern förordade stordrift och rationaliseringar, såg möjligheten i nyttjandet av vattnets kraft för att utveckla industrin och var en av dem som lade grunden till det nya industri-Sverige och därmed även det moderna Uddeholm.
- 1830 köpte han in Munkfors Bruk och införlivade detta i den övriga stålrörelsen och under 1830-talet byggdes också den allra första skolan i bygden, i Stjärnsfors, då Waern tidigt såg att enda sättet att komma åt den sociala misären i samhället var att införa obligatorisk utbildning för barn och ungdomar. Eftersom allmän skolplikt inte infördes i Sverige förrän 1842 var Waerns idéer banbrytande och han fick gott stöd från en av sina förvaltare, Torsten Rudenschöld, vilken också sett hur de ofta ensidiga och fysiskt tunga arbetsuppgifterna slet på arbetarnas kroppar. Rudenschöld lät därför även bygga en gymnastiksal i Stjärnsfors där arbetare, barn och hemmafruar kunde träna. Rudenschöld stannade bara tre år inom Uddeholm, flyttade härifrån och fortsatte därefter förkunna utbildning och hälsa och betraktas idag som en av den svenska folkskolans anfäder.
- 1843 lät Waern en av sina anställda unga ingenjörer, E G Danielsson, ta båten över till Amerika för att marknadsföra Uddeholm och bolagets produktprogram. Danielsson kom tillbaks med flera kontrakt med nya kunder och satte därmed Uddeholms namn på kartan utanför Europa.

### 1870–1945
- 1870 blev det tidigare familjeföretaget Uddeholm ombildat till ett aktiebolag och ändrade namnet till Uddeholms AB.
- 1878 och efter flera års byggande fylldes masugnspipan för första gången vid det nya järnverket vid Hagforsen. Affärsdisponent E G Danielsson anlade inte enbart det nya stora Hagfors järnverk, som därefter kom att ersätta många av de små hamrarna och masugnarna, han anlade även järnväg, NKlJ-banan, som ett sätt att modernisera transporterna för såväl skogens produkter som för järnet och stålet.
- 1880 utfördes den första bessemerblåsningen i Hagfors järnverk.
- 1882 stod det nya götvalsverket klart och året efter anlades såväl skruvfabrik som sömfabrik och martinugn.
- 1883 lät Uddeholms AB anlägga en hammarsmedja vid det nya bruket i Hagfors som nu växte och blev allt större. En 2,5 ton tung ånghammare skulle se till att järnet och stålet smiddes till stänger i önskad hårdhet. Därmed lades också grunden för dagens smidescentrum av verktygsstål från Uddeholm.
- 1906 byggdes den första kraftstationen vid övre dammen i Stjärnsfors, mellan sjön Värmullen och Uvån. Effekten var 400 hästkrafter och spänningen 3000 volt.
- 1911 anlades Forshults kraftstation i Klarälven, den första hydroelektriska kraftstationen som med sin storlek bidrog till att hela järnverket i Hagfors kunde elektrifieras.
- 1920 och åren framåt inleddes det egentliga arbetet med att bygga upp Uddeholms internationella säljorganisation.

### 1943–1991
- 1943, mitt under brinnande krig, blev Nils Danielsen disponent (VD). Han inledde en mängd investeringar i forskning, produktion och utbildning. Han förbättrade även bostadsförhållandena för de anställda i de olika brukssamhällena.
- 1945 bildades ASSAB, Associated Swedish Steel AB, av de fyra samverkande svenska stålproducenterna Uddeholm, Fagersta Bruks AB, Hellefors Jernverks AB och Sandvikens Jernverks AB i syfte att gemensamt utröna möjligheterna att skapa affärer i Asien öster om Burma, Afrika och Latinamerika. 1976 köpte Uddeholm ut de övriga och blev ASSAB ett helägt dotterbolag inom Uddeholm. Från 1 april 2011 finns ASSAB kvar enbart i form av ASSAB Pacific, i övrigt är verksamheten i resten av världen helt integrerad med Uddeholm.
- 1949 vid bolagsstämman i Karlstad den 11 juni, kom en flera år lång konflikt mellan dåvarande koncernchefen Nils Danielsen och i första hand styrelsens ordförande bankdirektören Tage Cervin att få sin slutliga lösning. Danielsen hade vägrat följa styrelsens uppfattning om en avveckling av järnverket i Hagfors. Styrelsen ville koncentrera all ståltillverkning till Storfors. Danielsen hade trots uppmaning till och med vägrat att avgå och vid bolagsstämman fick konflikten sin slutliga lösning i en förtroendeomröstning som slutade i seger för Danielsen.
- 1956 Wilhelm Ekman tillträdde som VD för Uddeholm, en post han kom att inneha under 19 år fram till 1975. Ekman betraktas av många som den siste traditionelle bruksdisponenten i Sverige som styr över ett konglomerat med fem rörelsegrenar: Stål, Skog, Kemi, Kraft och Gruvor. Som allra mest hade Uddeholm under Ekmans period över 12 000 anställda i Värmland.
- 1964 den 1 november upphörde persontrafiken på NKlJ-banan. Därefter användes järnvägen enbart till godstransporter fram till den 1 oktober 1990 då sträckan Hagfors – Deje lades ner. Idag är gamla NKlJ-banan en asfalterad och helt bilfri cykelväg mellan Hagfors och Karlstad, kallad Klarälvsbanan.
- 1977 räddades Uddeholm undan konkurs tack vare ett statligt villkorslån på 600 miljoner kronor, pengar som sedan aldrig behövde betalas tillbaka.
- 1978 gick Uddeholms skogsrörelse samman med Billerud till ett gemensamt Billerud-Uddeholm AB. Ett bolag som därefter i mitten av 1980-talet såldes vidare till Stora.
- 1979 lades koncernens centrala resurser för databehandling i ett eget bolag tillsammans med Programator AB. Det nya bolaget fick namnet AB Värmlandsdata. Uddeholm övertar 90 % av aktierna i Gränges Nyby AB från Gränges AB och bildar Nyby Uddeholm AB. Gränges behåller 10% av aktierna i det nya bolaget och kvarstår som minoritetsägare. Stora investeringar görs i Nyby Uddeholm: drygt 1 000 miljoner kronor tillförs, varav 550 miljoner kronor kommer från staten och 100 miljoner kronor från Uddeholm. Dessutom lånar Gränges ut pengar till Nyby Uddeholm som en del av överenskommelsen. Kapitalet används bland annat för att förvärva Uddeholms rostfria stålrörelse och återbetala lån från Gränges AB.[3]
- 1980-1981 Marknaden för rostfritt stål pressas av global överkapacitet och minskad efterfrågan, vilket leder till ekonomiska problem för Nyby Uddeholm. Fusionens kostnader visar sig vara högre än förväntat. Ett omfattande omstruktureringsprogram inleds för att rädda bolaget. Personalstyrkan minskas med cirka 1 160 heltidsanställda, och produktionen koncentreras till vissa anläggningar. Staten ger Uddeholm anstånd med återbetalningen av sitt lån för att lindra likviditetsproblemen.[3]
- 1984 såldes den rostfria stålrörelsen inom Nyby Uddeholm vidare till Avesta AB
- 1988 sålde dåvarande ägarna AGA AB Uddeholms stålrörelse, i huvudsak verktygsstålet, vidare till Trustor AB medan man behöll kraftverksrörelsen inom Värmlandsenergi AB (under namnbyte till Uddeholm Kraft AB), vad som senare kom att bli en del av Fortum.
- 1990 inledde Trustor förhandlingar med österrikiska Voestalpine Stahl AG om samgående mellan Uddeholm och deras dotterbolag Böhler.

### 1991 och framåt
- 1991 gick bolagen samman och bildade det gemensamma bolaget Böhler-Uddeholm AG. Det som då fanns kvar av det forna konglomeratet Uddeholm är verktygsstålet i Hagfors och de kallvalsade banden från Munkfors.
- 2007 Voestalpine AG lade ett bud på hela Böhler-Uddeholm som därefter bildade en helt ny division, Special stål, inom Voestalpine.

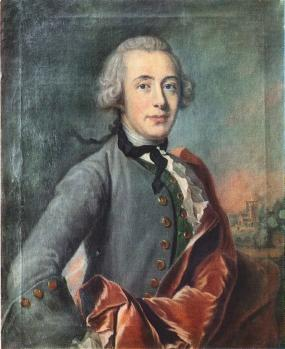
Emanuel af Geijerstam, oljemålning av J.H. Scheffel.
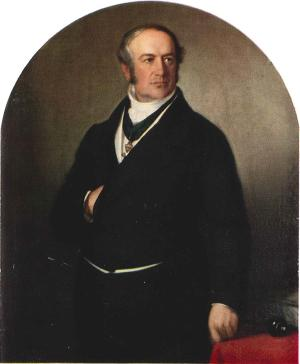
Jonas Waern, oljemålning av Uno Troili.
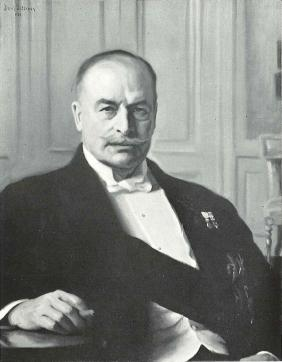
August Herlenius, oljemålning av Bernhard Österman 1928.
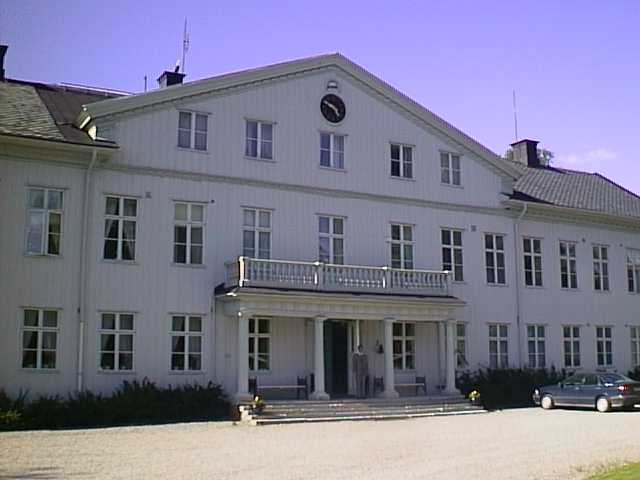
Uddeholms herrgård, huvudkontor till 1914.

Andersson, Ingvar (1960). Uddeholms Historia (1:a uppl. 1960)

## Produktion
Uddeholms AB:s produktion sker huvudsakligen vid Hagfors Järnverk i Hagfors, Sverige. Uddeholm producerar cirka 130 000 ton stål (2012) och planerar utöka det. Det finns tre produktionsvägar. I samtliga processer förutom granuleringsprocessen värmebehandlas och maskinbearbetas stålen för att få de eftertraktade egenskaperna.

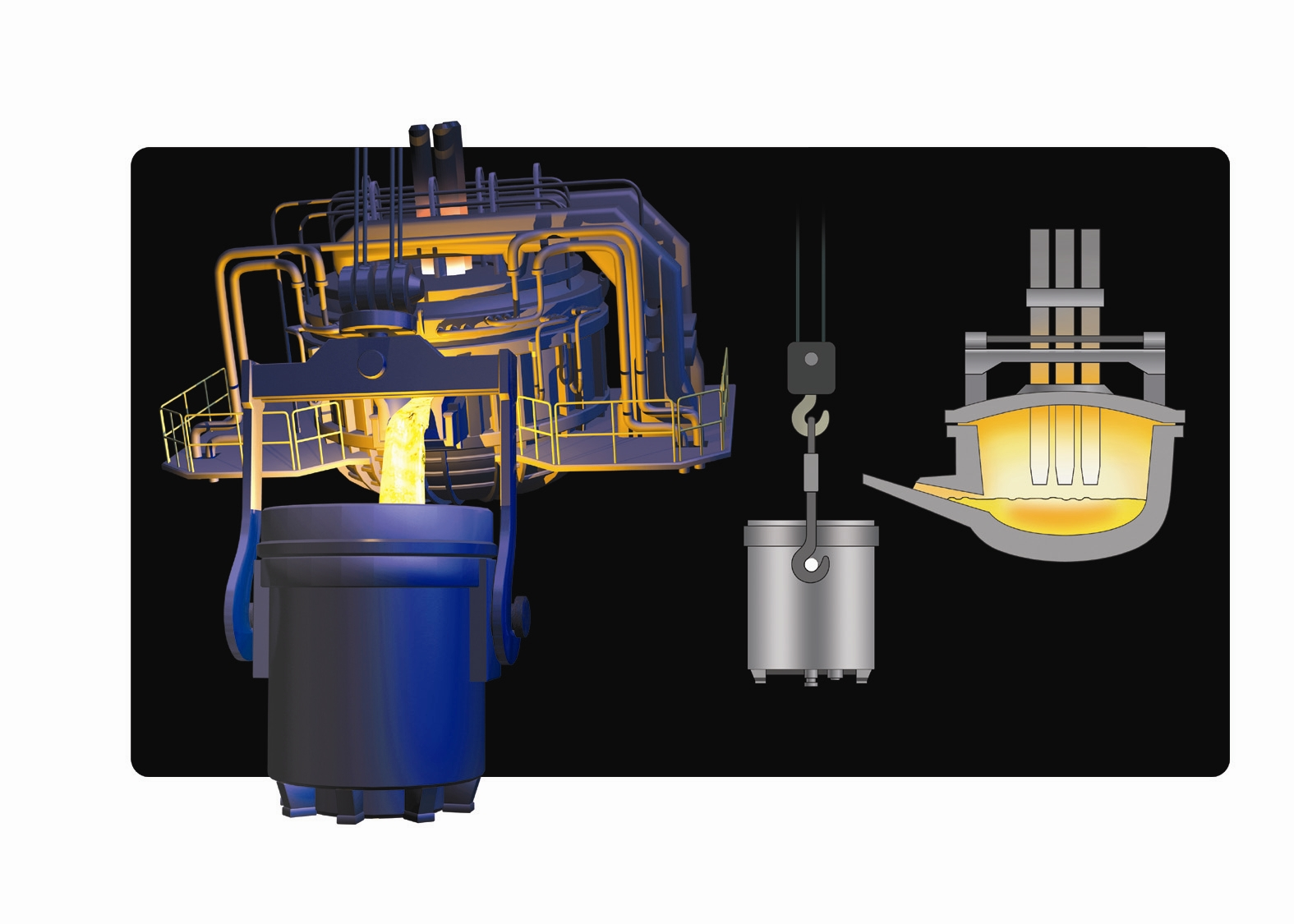
Smältning av stålskrot i elektrisk ljusbågsugn.
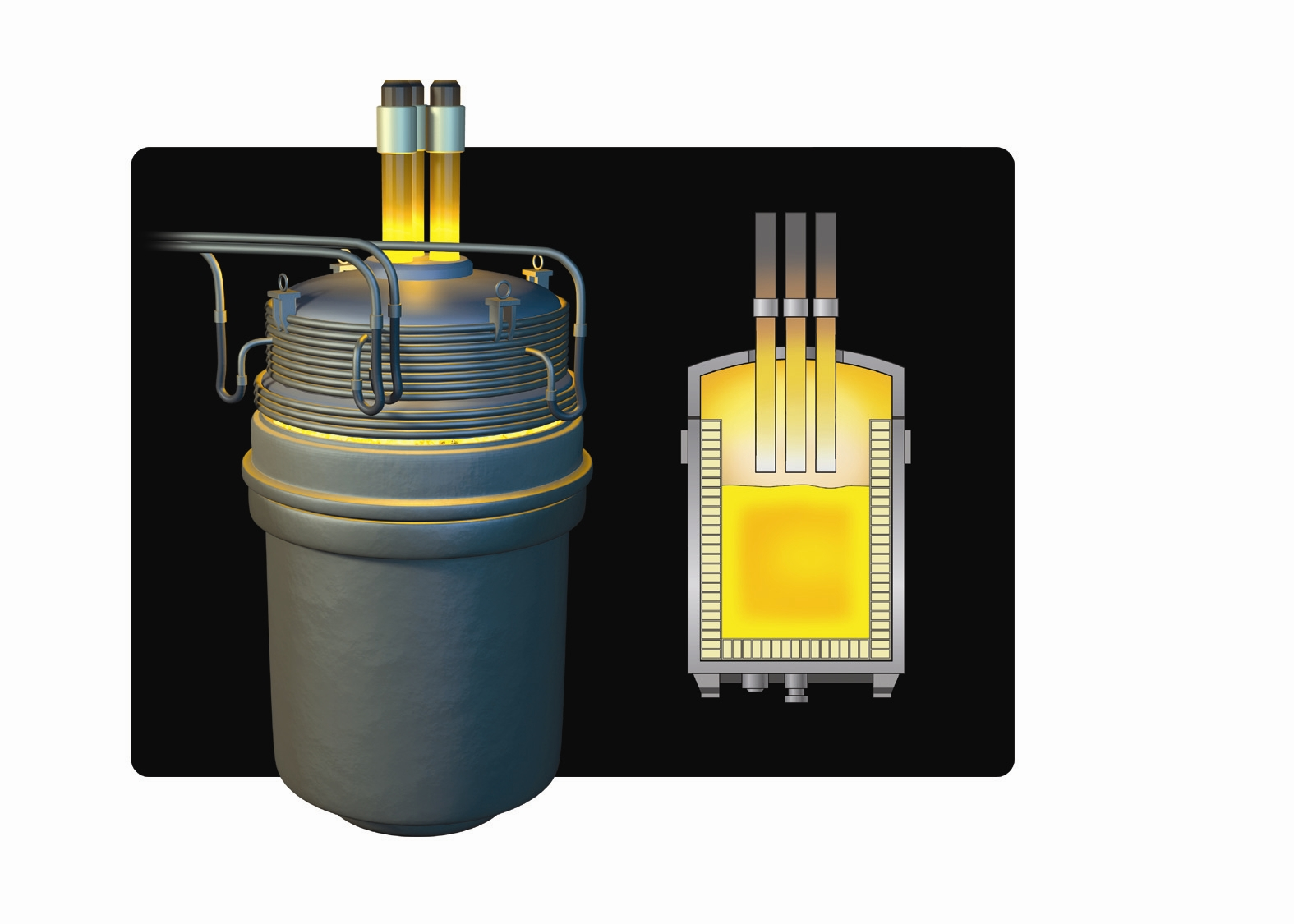
Vidareförädling av verktygsstål i skänkugn.
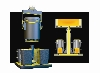
Stigplansgjutning.
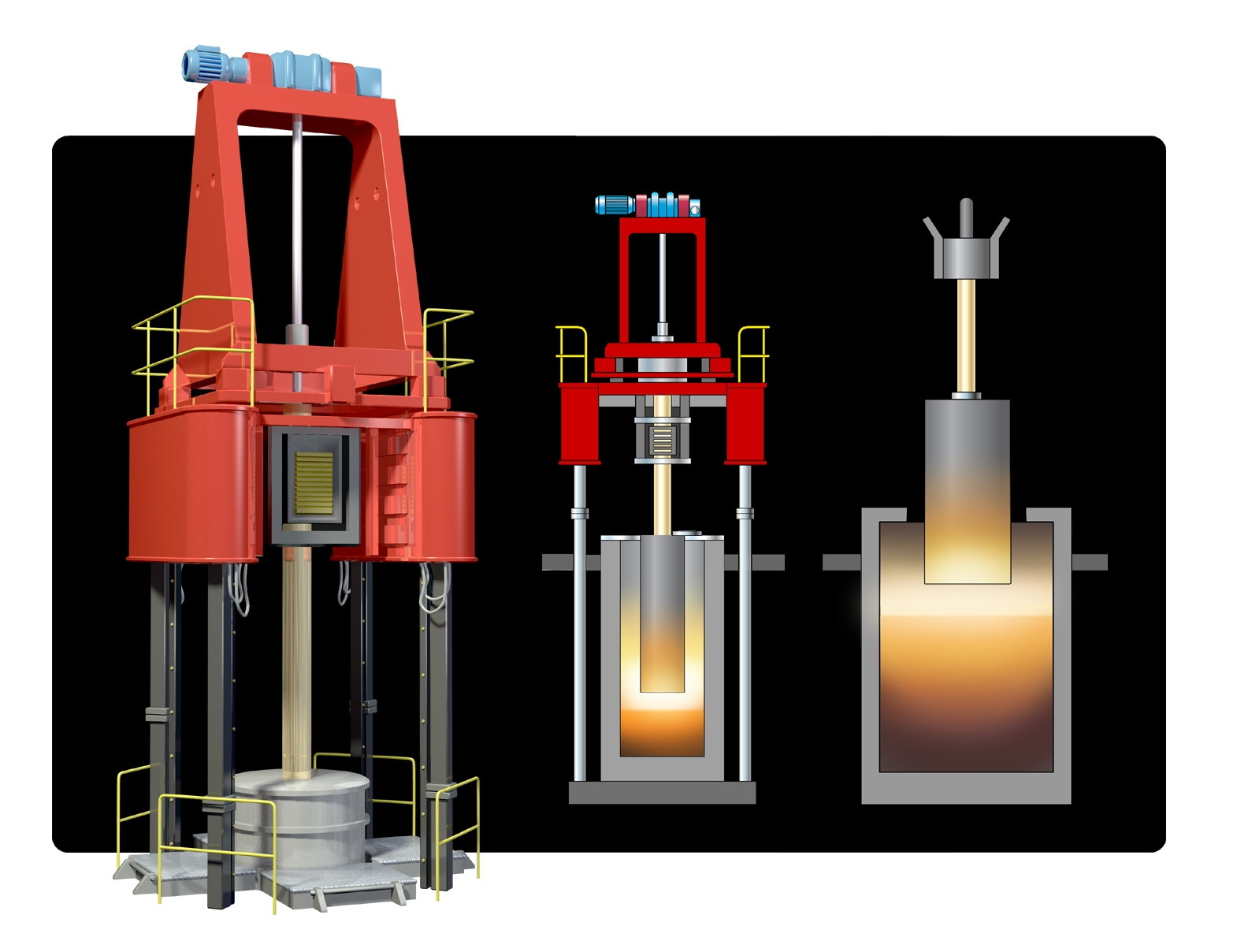
ESR-omsmältning.
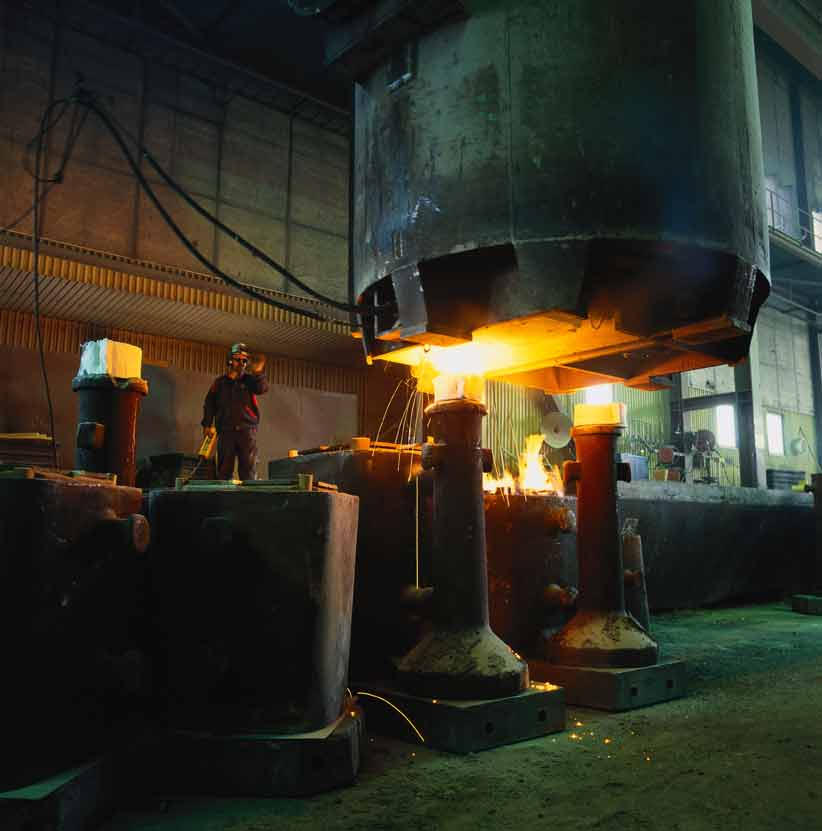
Stigplansgjutning.

### Konventionell
Denna typ av produktion har tre steg. Först smälts skrot i en ljusbågsugn. Efter smältning renas materialet i en sekundär metallurgisk behandling för att rensa bort svavel, slagg och andra oönskad material. I det tredje steget tappas det renade stålet i en form. Genom olika metoder såsom stiggjutning (Up-hill casting) och användandet av skyddande ädelgaser kan renheten höjas ytterligare.

### Electro Slag Remelting (ESR)
I Electro Slagg omsmältnings-processen (ESR) smälts skrot först i den konventionella processen men smälts därefter om i en vattenkyld gjutform. Med denna process uppnår man en jämnare mikrostruktur i stålet vilket ger helt andra egenskaper än ett konventionellt producerat material. Det finns olika varianter av ESR-processen där omsmältningen sker i vakuum eller skyddande ädelgaser.

### Pulvermetallurgi

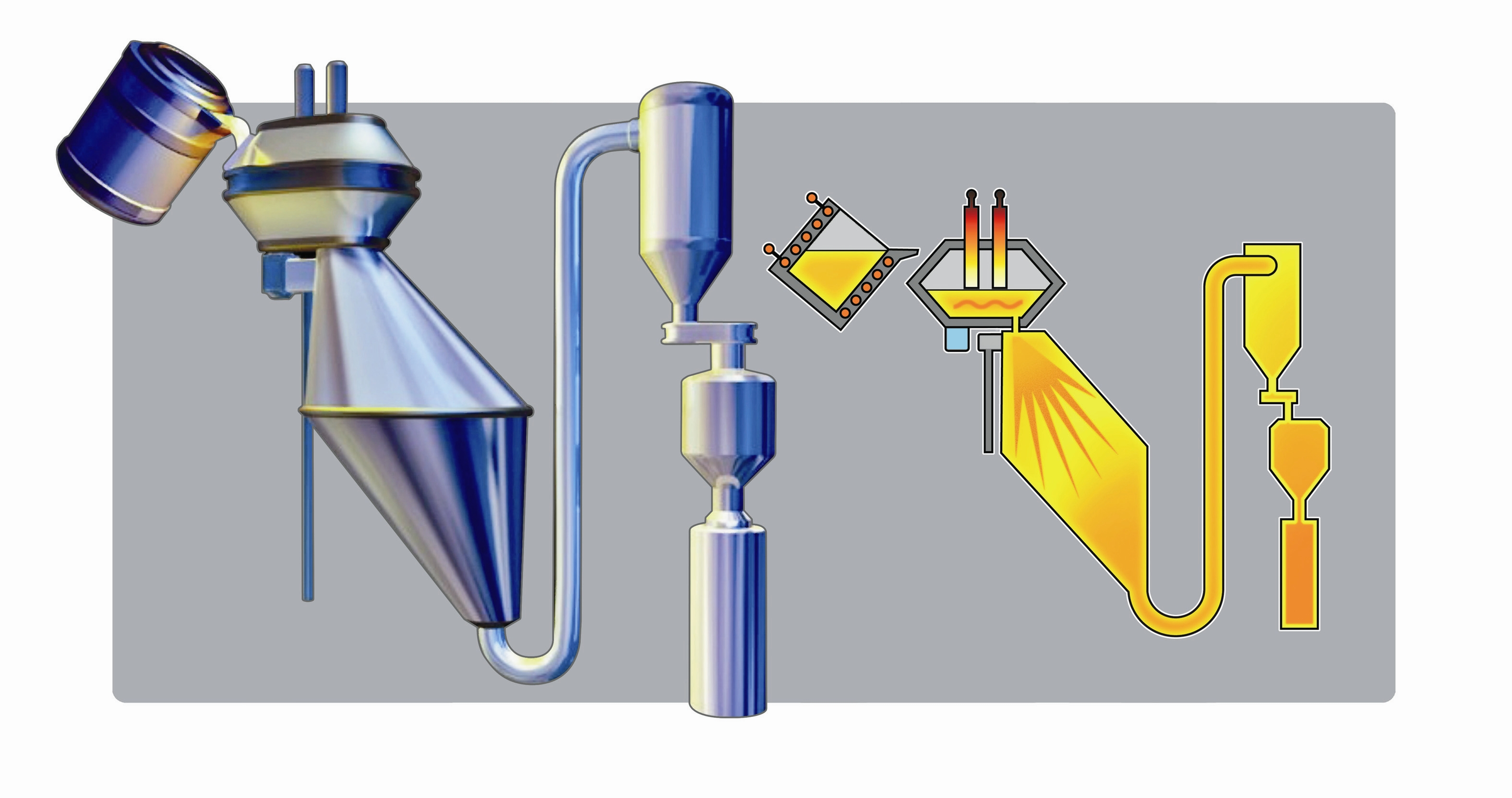
Tillverkningsprocess för pulvermetallurgiska kapslar.

Ett fint pulver skapas genom att en stråle av smält stål sprayas med kvävgas med högt tryck. Den genomsnittliga diametern på pulverkornen är 50-100 µm. Pulvret fylls sedan i kapslar under övertryck av skyddsgas och svetsas sedan hermetiskt täta. Pulverkapslarna görs sedan helt solida genom hetisostatisk pressning (HIP). Fördelen med pulvermetallurgiska verktygstål är att en hög legeringshalt kan användas utan att segringar fås i materialet. Detta gör det möjligt att kombinera hög materialhårdhet och högt nötningsmotstånd, med god varmbearbetbarhet och hög materialduktilitet.

### Granulering (Granshots)
Stålet hälls mot en yta så små droppar skapas. Dessa kyls i vatten så att granuler skapas. Dessa granuler kan i sin tur användas i gjuteriarbeten för att få material med jämna metallurgiska strukturer. Denna metod, kallad Granshot, utvecklades av Uddeholm. Sedan 1989 har Granshot metoden sålts och marknadsförts av UHT - Uvån Hagfors Teknologi AB (tidigare Uddeholm Technology AB). Uddeholms AB använder sin Granshot enhet för att producera Granshots granuler till sina kunder.

## Produkter
Uddeholms AB tillverkar och förädlar höglegerade verktygsstål i långa och platta dimensioner. Verktygsstål används främst till verktyg såsom formar, knivar, pressverktyg som används vid tillverkning av olika produkter. Verktygsstål används inom alla industrier, t.ex. bilindustri, elektronikindustri och konsumentindustri. Verktygsstål kan tack vare sina speciella egenskaper (kombinationer av hårdhet, slitstyrka, seghet, korrosionsresistans etc) användas för mekaniska applikationer.
Verktygsstål delas in i fyra produktområden beroende på användningsområdet:

### Kalla produkter
Material som används vid tillverkning där arbetsmaterialet är kallt. 
Stålet utsätts för mekanisk påverkan av det material som bearbetas. Vanliga fel som kan uppstå är förslitning, urflisning, plastisk deformation och sprickbildning som kan leda till haveri.
Applikationsområden är stansning, djupdragning, kallextrusion, finstansning, kallsmide, formpressning, pulverpressning och valsning.

### Varma produkter
Material som används vid tillverkning där arbetsmaterialet är varmt. På grund av de höga temperaturer som råder vid arbete med smälta metaller såsom aluminium, järn och mässing, så ställs mycket höga krav på materialen. Högt värmemotstånd och duktilitet samt slitstyrka är viktigt. Motstånd mot thermal cyclic stress och värmemotstånd är även bra.
Applikationsområden är gjutning, extrusion och smide.

### Plastformstål
Används vid tillverkning av plastprodukter. De viktigaste materialegenskaperna är hållfasthet och hårdhet, seghet, nötningsbeständighet, polerbarhet, korrosionsbeständighet och värmeledningsförmåga. Viktiga kunder finns inom bilindustrin (exempelvis stötfångare, instrumentbrädor, lyktor), vitvaruindustrin och andra industrier som använder mycket plastdetaljer i sina produkter. Applikationsområden är formsprutning, formpressning, formblåsning, strängpressning och hållarmaterial.

### Mekaniska komponenter
Mekaniska applikationer såsom motordelar, maskiner, slitytor etc för matindustri, återvinning, stenbearbetning, axlar etc.
Verktygsstål ersätter ingenjörsstål i mekaniska detaljer och slitdelar.

### Referenstabell internationella standards för verktygsstål
| Namn/Standard                                 | W.Nr.                   | AISI (USA)  | IHA    | UNE (Spanien) | SS (Sverige) | JIS (Japan)  |
| --------------------------------------------- | ----------------------- | ----------- | ------ | ------------- | ------------ | ------------ |
| Alumec                                        |                         |             |        |               |              |              |
| Uddeholm Alvar                                | 1.2329                  |             |        |               |              |              |
| Uddeholm Arne                                 | 1.2510                  | O1          | F-522  | F-5220        | 2140         | SKS 3        |
| Uddeholm Caldie                               |                         |             |        |               |              |              |
| Uddeholm Calmax                               | 1.2358                  |             |        |               |              |              |
| Uddeholm Chipper/Viking                       |                         |             |        |               |              |              |
| Uddeholm Corrax                               |                         |             |        |               |              |              |
| Uddeholm Dievar                               |                         |             |        |               |              |              |
| Uddeholm Elmax                                |                         |             |        |               |              |              |
| Uddeholm Fermo                                |                         |             |        |               |              |              |
| Uddeholm Formax                               |                         |             |        |               | 2172         |              |
| Uddeholm Grane                                |                         |             |        |               | 2550         |              |
| Uddeholm Holdax                               | 1.2312                  |             | F-5304 |               |              |              |
| Uddeholm Hotvar                               |                         |             |        |               |              |              |
| Uddeholm Impax Supreme                        | 1.2738                  | P20 mod.    |        | F-5303        |              |              |
| Uddeholm Mirrax Electro Slag Remelting (ESR)  |                         | 420 mod.    |        |               |              | SUS 420 mod. |
| Moldmax HH                                    |                         |             |        |               |              |              |
| Moldmax XL                                    |                         |             |        |               |              |              |
| Uddeholm Nimax                                |                         |             |        |               |              |              |
| Uddeholm Orvar 2 Microdized                   | 1.2344                  | H13 premium |        | F-5318        | 2242         | SKD 61       |
| Uddeholm Orvar Supreme                        | 1.2344                  | H13 premium |        | F-5318        | 2242         | SKD 61       |
| Uddeholm Orvar Superior                       | 1.2344                  | H13 premium |        | F-5318        |              | SKD 61       |
| Uddeholm Polmax                               | (1.2083)                | 420 mod.    | F-312  | F-5263        | 2314         | SKD 61       |
| Uddeholm QRO 90 Supreme                       |                         |             |        |               |              |              |
| Uddeholm Ramax HH                             |                         | (420F)      |        |               |              |              |
| Uddeholm Ramax LH                             |                         | (420F)      |        |               |              |              |
| Uddeholm Rigor                                | 1.2363                  | A2          |        | F-5227        | 2260         | SKD 12       |
| Uddeholm Sleipner                             |                         |             |        |               |              |              |
| Uddeholm SR 1855                              | (1.2108)                |             |        |               | 2092         |              |
| Uddeholm Stavax Electro Slag Remelting (ESR)  | (1.2083)                | 420 mod.    | F-312  | F-5263        | 2314         | SUS 420      |
| Uddeholm Sverker 21                           | (1.2436)                | (D6)        | F-52OR | F-5211        | 2310         | SKD 11       |
| Uddeholm Sverker 3                            | 1.2379                  | D2          | F-5213 |               | 2312         | (SKD 2)      |
| Uddeholm THG 2000                             |                         |             |        |               |              |              |
| Uddeholm UHB 11                               | 1.1730                  | 1148        |        | F-1142        | 1650/1672    |              |
| Uddeholm Unimax                               |                         |             | F-114  |               |              |              |
| Uddeholm Vanadis 4 Extra SuperClean           |                         |             |        |               |              |              |
| Uddeholm Vanadis 6 SuperClean                 |                         |             |        |               |              |              |
| Uddeholm Vanadis 8 SuperClean                 |                         |             |        |               |              |              |
| Uddeholm Vanadis 10 SuperClean                |                         |             |        |               |              |              |
| Uddeholm Vanadis 23 SuperClean                | 1.3344                  | M3:2        |        |               | 2725         |              |
| Uddeholm Vanadis 30 SuperClean                |                         | M3:2+Co     |        |               | 2726         |              |
| Uddeholm Vanadis 60 SuperClean                |                         |             |        |               | 2727         |              |
| Uddeholm Vancron 40                           |                         |             |        |               |              |              |
| Uddeholm Vidar 1                              | 1.2343                  | H11         |        |               |              |              |
| Uddeholm Vidar 1 Electro Slag Remelting (ESR) | 1.2343                  | H11         |        |               |              |              |
| Uddeholm Vidar                                | Superior 1.2340(1.2343) | (H11)       |        |               |              | (SKD 6)      |

## Organisation
| - Hagfors (Huvudkontor och produktion) - www.uddeholm.com - Karlskoga (ESR-omsmältning) | Försäljningsbolag Norden & Europa Norden Danmark - www.uddeholm.dk Finland - www.uddeholm.fi Norge - www.uddeholm.no Sverige - www.uddeholm.se Europa Belgien - www.uddeholm.be Frankrike - www.uddeholm.fr Italien - www.uddeholm.it Nederländerna - www.uddeholm.nl Polen - www.uddeholm.pl Spanien - www.acerosuddeholm.com Storbritannien - www.uddeholm.co.uk Tjeckien - www.uddeholm.cz Tyskland - www.uddeholm.de Ungern - www.uddeholm.hu | Försäljningsbolag Amerika & Asien Nord och sydamerika USA - www.bucorp.com Kanada - www.bucanada.ca Mexiko - www.uddeholm.com.ar Brasilien - www.uddeholm.com.br Argentina - www.uddeholm.com.ar Asien och Oceanien Singapore - www.assab-singapore.com Kina - www.assab-china.com Indien - www.assab-india.com Malaysia - www.assab-malaysia.com Indonesien - www.assab-indonesia.com Filippinerna - www.assab-philippines.com Thailand - www.assab-thailand.com |

## Verkställande direktörer
- 1881-1893 - Axel G. Svedelius
- 1894-1913 - Carl Danielsson
- 1914-1928 - August Herlenius
- 1928-1943 - Einar Troili
- 1943-1956 - Nils Danielsen
- 1956-1975 - Wilhelm Ekman
- 1975-1980 - Gunnar Wessman
- 1980-1981 - Åke Ahlström
- 1981-1984 - Sören Gyll
- 1984-1987 - Sven-Åke Johansson
- 1997-2007 - Anders Ruth
- 2008-2013 - Per Hasselström
- 2013-2018 - Johnny Sjöström

## Annat

### Sponsring och lokalt engagemang

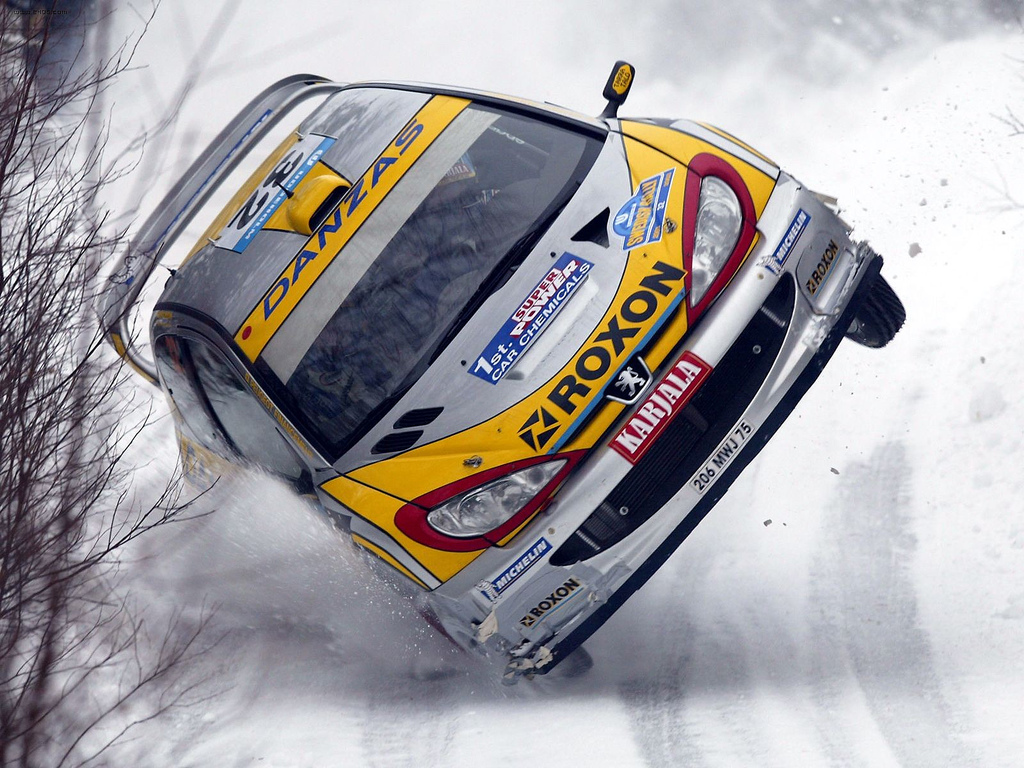
Peugeot 206, WRC Uddeholm Svenska Rallyt 2003.

Mellan 2002 och 2008 var Uddeholms AB namnsponsor för Svenska rallyt (Uddeholms Swedish Rally).